# رون نيكولز
رون نيكولز (بالإنجليزية: Ron Nicholls)‏ هو لاعب كرة قدم بريطاني في مركز حراسة المرمى، ولد في 4 ديسمبر 1933، وتوفي في 21 يوليو 1994. شارك مع منتخب إنجلترا للكريكت. أما مع النوادي، فقد لعب مع كارديف سيتي ونادي بريستول روفيرز ونادي بريستول سيتي ونادي تشيلتنهام تاون لكرة القدم.